# Scommettiamo che...?
(Fabrizio Frizzi dopo aver letto i termini di ogni scommessa)
Scommettiamo che...? è stata una trasmissione televisiva andata in onda su Rai 1 dal 1991 al 1996, in seguito riproposta con alcune varianti, sempre su Rai 1 nel 1999, 2001 e 2003 e su Rai 2 nel 2008.
Il 17 maggio 2018, dopo 10 anni, la trasmissione ritorna nei palinsesti con il titolo Vuoi scommettere? e viene trasmessa da Canale 5 e condotta da Michelle Hunziker con la partecipazione di sua figlia Aurora Ramazzotti nel ruolo d'inviata.

## Il programma
Il programma, curato e diretto da Michele Guardì, si basava sul format ZDF Wetten, dass..? e vedeva in ogni puntata diversi concorrenti sottoporsi a varie prove di cultura e abilità. In studio, alcuni ospiti vip, scommettevano una somma di denaro sull'esito di tali prove.
Nelle prime edizioni, fatta eccezione della quarta, una scommessa riguardava anche il pubblico da casa che veniva invitato a raggiungere il Teatro delle Vittorie, portando con sé determinati oggetti (es. volanti o antenne TV), oppure giungendo vestiti in maniera particolare, ad esempio con una muta da sub. Se si riusciva a raggiungere il numero richiesto, una persona del pubblico, scelta ad inizio serata, veniva costretta a fare una doccia in pubblico: in caso contrario, spettava ai conduttori prestarsi alla penitenza.

## Edizioni
| Edizione | Periodo           | Periodo          | Puntate | Conduzione              | Conduzione        | Maestri d'orchestra | Maestri d'orchestra | Cast fisso | Regia          | Rete  | Studio                 | Studio |
| Edizione | Inizio            | Fine             | Puntate | Conduzione              | Conduzione        | Maestri d'orchestra | Maestri d'orchestra | Cast fisso | Regia          | Rete  | Location               | Sede   |
| -------- | ----------------- | ---------------- | ------- | ----------------------- | ----------------- | ------------------- | ------------------- | ---------- | -------------- | ----- | ---------------------- | ------ |
| 1ª       | 6 aprile 1991     | 8 giugno 1991    | 9       | Fabrizio Frizzi         | Milly Carlucci    | Gianni Mazza        | Gianni Mazza        | [ N 1 ]    | Luigi Bonori   | Rai 1 | Teatro delle Vittorie  | Roma   |
| 2ª       | 14 marzo 1992     | 23 maggio 1992   | 10      | Fabrizio Frizzi         | Milly Carlucci    | Gianni Mazza        | Gianni Mazza        | [ N 2 ]    | Michele Guardì | Rai 1 | Teatro delle Vittorie  | Roma   |
| 3ª       | 3 ottobre 1992    | 6 gennaio 1993   | 14      | Fabrizio Frizzi         | Milly Carlucci    | Gianni Mazza        | Gianni Mazza        | [ N 3 ]    | Michele Guardì | Rai 1 | Teatro delle Vittorie  | Roma   |
| 4ª       | 2 ottobre 1993    | 6 gennaio 1994   | 14      | Fabrizio Frizzi         | Milly Carlucci    | Gianni Mazza        | Gianni Mazza        | [ N 4 ]    | Michele Guardì | Rai 1 | Teatro delle Vittorie  | Roma   |
| 5ª       | 1º ottobre 1994   | 6 gennaio 1995   | 14      | Fabrizio Frizzi         | Milly Carlucci    | Gianni Mazza        | Gianni Mazza        | [ N 5 ]    | Michele Guardì | Rai 1 | Teatro delle Vittorie  | Roma   |
| 6ª       | 6 ottobre 1995    | 6 gennaio 1996   | 14      | Fabrizio Frizzi         | Milly Carlucci    | Gianni Mazza        | Gianni Mazza        | [ N 6 ]    | Michele Guardì | Rai 1 | Teatro delle Vittorie  | Roma   |
| 7ª       | 11 novembre 1999  | 17 febbraio 2000 | 14      | Fabrizio Frizzi         | Afef Jnifen       | Danilo Vaona        | Danilo Vaona        | [ N 7 ]    | Michele Guardì | Rai 1 | Teatro delle Vittorie  | Roma   |
| 8ª       | 10 marzo 2001     | 2 giugno 2001    | 12      | Fabrizio Frizzi         | Valeria Mazza     | Danilo Vaona        | Danilo Vaona        | [ N 8 ]    | Michele Guardì | Rai 1 | Teatro delle Vittorie  | Roma   |
| 9ª       | 23 settembre 2003 | 26 novembre 2003 | 11      | Marco Columbro          | Lorella Cuccarini | Piero Pintucci      | Piero Pintucci      | N.D.       | Michele Guardì | Rai 1 | ex capannoni Voxson    | Roma   |
| 10ª      | 7 maggio 2008     | 28 maggio 2008   | 4       | Alessandro Cecchi Paone | Matilde Brandi    | Danilo Vaona        | Federico Vaona      | N.D.       | Michele Guardì | Rai 2 | Teatro 18 di Cinecittà | Roma   |

### 1ª edizione - primavera 1991
La prima edizione, condotta da Fabrizio Frizzi con la partecipazione di Milly Carlucci, va in onda per 9 settimane, dal 6 aprile all'8 giugno 1991. In diretta dal Teatro delle Vittorie in Roma, oltre ai due conduttori, sono presenti il maestro Gianni Mazza impegnato a dirigere l'orchestra (detta Orchestra Fisarmonica) e Nino Frassica, affiancato dai comici Ngo Chai e Clemente Russo. Questi ultimi formano il gruppo de ''I veri Ricchi e Poveri'' e sono protagonisti di alcune parodie e di sketch nei quali si cimentano in improbabili scommesse; nonostante l'ovvio fallimento di queste imprese, Frassica nega sempre l'evidenza esultando «Riuscito!». In ogni puntata oltre alle tre scommesse in teatro è presente anche una scommessa in esterna (nella 4ª puntata due), il cui commento è affidato ogni settimana ad un inviato d'eccezione. Alla fine delle scommesse gli ospiti (tranne il vincitore della puntata che ha totalizzato il montepremi più alto) devono riuscire in una scommessa per raddoppiare il montepremi. In ogni puntata inoltre il pubblico in sala è invitato a proporre una scommessa contro la Rai. Delle tante proposte tre vengono estratte dal notaio e giudicate attraverso l'applauso dallo stesso pubblico. La scommessa più applaudita viene ufficialmente proposta ai telespettatori a casa, e colui che ha fatto la proposta passa la serata sul salotto accanto agli ospiti, venendo coinvolto come testimone delle scommesse. La scommessa non prevede alcuna ricompensa ma solo una penitenza, che consiste nel fare una doccia in diretta a fine puntata. Se la scommessa viene superata spetta al concorrente del pubblico fare la doccia, viceversa se la scommessa viene persa, la doccia spetta ad uno dei membri del cast.
Il programma ha avuto tanti ascolti e sfida sempre la messa in onda dei film proposti da Canale 5, perché in quell'edizione lì decide di non mandare in onda nessun varietà il sabato sera.

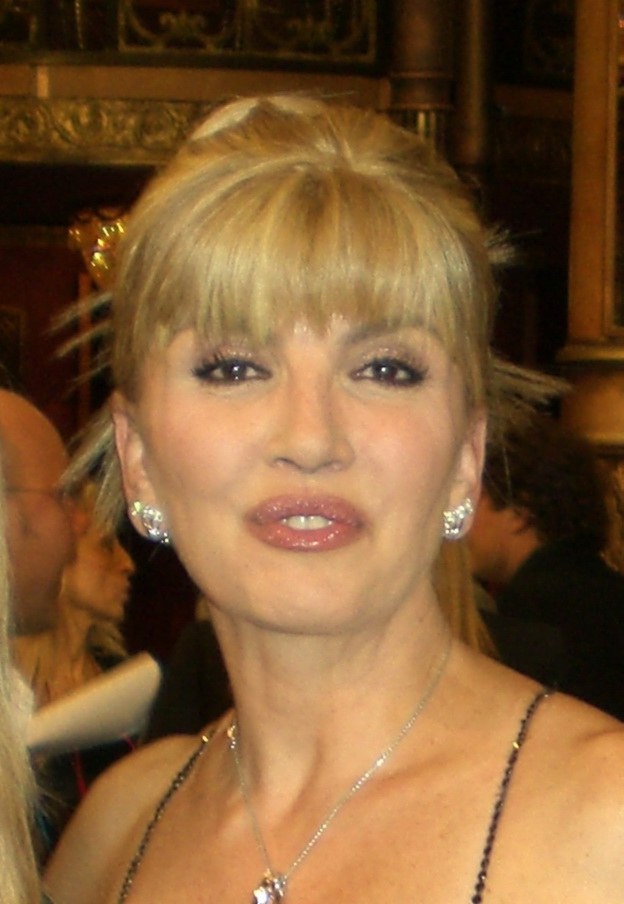
Milly Carlucci ottenne nuovamente successo in Rai, dopo una breve esperienza in Mediaset, conducendo il programma dal 1991 al 1996.

Tra i valletti della trasmissione c'è anche un giovanissimo Raoul Bova; tra gli ospiti vi furono Ron Nummi e Susan Keith, due attori dell'apprezzata soap opera Quando si ama.
Nella quinta puntata la scommessa scelta fra il pubblico presente in teatro "contro la Rai" fu quella di far arrivare al Teatro delle Vittorie entro le 22.30 ben 851 pizze. La scommessa non venne superata, in quanto arrivarono poco più di 300 pizze. La serata si concluse con la distribuzione da parte di Fabrizio Frizzi e Milly Carlucci di tali pizze a tutto il pubblico e agli addetti ai lavori.
In questa edizione la regia è di Luigi Bonori, mentre l'ideatore Michele Guardì interviene come voce fuori campo in qualità di giudice di gara, parlando sempre in terza persona a nome de la Commissione. La sigla della trasmissione è Chissà se ce la fa.
Sabato 4 maggio il programma non va in onda per lasciare spazio alla finale dell'Eurovision Song Contest, in onda da Roma con la conduzione di Toto Cutugno e Gigliola Cinquetti (entrambi ospiti di Scommettiamo che...? nella puntata del 27 aprile per promuovere l'evento).
Nel marzo 2018, in memoria di Fabrizio Frizzi scomparso in tale mese, la Rai ha reso disponibili sul portale RaiPlay tutte le puntate della prima stagione.
| Puntata | Data           | Ospiti al divano                                                                    | Altri ospiti                                 | Inviato scommessa in esterna                                                  | Scommessa del pubblico                                                                              | Vittima della doccia                                            |
| ------- | -------------- | ----------------------------------------------------------------------------------- | -------------------------------------------- | ----------------------------------------------------------------------------- | --------------------------------------------------------------------------------------------------- | --------------------------------------------------------------- |
| 1       | 6 aprile 1991  | Heather Parisi, Alberto Tomba, Teri Ann Linn, Alain Delon                           | Banda della Polizia di Stato, Le Jelly Rolls | dal porto di Genova Bruno Lauzi                                               | Portare in Teatro almeno 15 persone divenute padri da 48 ore (non superata)                         | Fabrizio Frizzi                                                 |
| 2       | 13 aprile 1991 | Gina Lollobrigida, Renato Pozzetto, Kabir Bedi, Susan Keith, Ron Nummi              | Holer Togni, Jasmine Hrdina, Rudy Cobi       | dal centro Rai di Saxa Rubra Clay Regazzoni                                   | Portare in Teatro il neo-presidente del Consiglio Giulio Andreotti e 4 suoi ministri (non superata) | Milly Carlucci                                                  |
| 3       | 20 aprile 1991 | Johnny Dorelli, Ursula Andress, Edwige Fenech, Ben Gazzara                          | Gianfranco D'Angelo, Barbier & Coumin        | da Sant'Andrea di Torrile Federico Fazzuoli                                   | Portare in Teatro 10 persone comuni con nomi celebri (superata)                                     | Johnny Dorelli (in sostituzione della concorrente del pubblico) |
| 4       | 27 aprile 1991 | Ethan Wayne, Giancarlo Magalli, Brigitte Nielsen, Toto Cutugno e Gigliola Cinquetti | Natassia Kinski, Michel Lauziere             | da Imola Beppe Berti, Ezio Zermiani, da Castelfranco Veneto Giorgio Calabrese | Portare in Teatro 30 cani (superata)                                                                | concorrente del pubblico                                        |
| 5       | 11 maggio 1991 | Al Bano e Romina Power, Gianfranco D'Angelo, Sandra Mondaini, Fabio Testi           | Phillipart & Anja                            | dal centro Rai di Saxa Rubra Gian Piero Galeazzi                              | Portare in Teatro 851 pizze (non superata)                                                          | Gianfranco D'Angelo                                             |
| 6       | 18 maggio 1991 | Gino Bramieri, Aldo Biscardi, Catherine Spaak, Joanna Johnson                       |                                              | dal centro Rai di Saxa Rubra Giancarlo Magalli                                | Portare in Teatro 50 persone senza capelli di nome Felice (non superata)                            | Gino Bramieri                                                   |
| 7       | 25 maggio 1991 | Horst Tappert, Donatella Raffai, Pippo Franco e Kim Novak                           |                                              | dal centro Rai di Saxa Rubra Lello Arena                                      | Portare in Teatro 60 violinisti vestiti per un concerto (non superata)                              | Fabrizio Frizzi                                                 |
| 8       | 1º giugno 1991 | Leo Gullotta, Alice ed Hellen Kessler, Carol Alt, Renzo Arbore                      |                                              | da Aosta Rosanna Vaudetti                                                     | Portare in Teatro 20 cuochi con cappello e con un piatto cucinato (superata)                        | Leo Gullotta insieme al concorrente del pubblico                |
| 9       | 8 giugno 1991  | Marisa Laurito, Alain Delon, Florinda Bolkan, Roger Moore                           | Ricchi e Poveri                              | dalla rimessa Cotral di Roma Magliana Alberto Castagna                        | Portare in Teatro 20 modellini di aeroplani (superata)                                              | Fabrizio Frizzi in sostituzione del concorrente del pubblico    |

### 2ª edizione - primavera 1992
La seconda edizione della durata di 10 puntate prende il via il 14 marzo 1992 e si conclude il 23 maggio. Fabrizio Frizzi ha ancora il compito di presentare e commentare le scommesse in gara, mentre Milly Carlucci intrattiene gli ospiti-scommettitori sul divano.
Da questa edizione in poi Michele Guardì firmerà anche la regia, continuando ad intervenire fuori campo nel ruolo della Commissione.
Alla trasmissione partecipano nel ruolo di valletti Valentina Arrigo e Carlo Bon.
Nel corso delle puntate vengono presentate anche delle scommesse realizzate in esterna, affidate ogni volta a diversi personaggi e volti della Rai. La trasmissione è sempre realizzata nel Teatro delle Vittorie in Roma, allestito e arricchito dalle scenografie di Nico Calìa. La scenografia viene parzialmente rinnovata e vengono tolte le classiche lucine poste nella balconata della galleria tipiche delle precedenti edizioni di Fantastico. Gli ospiti presenti in studio, ricevono come ricordo della puntata, una spilla, realizzata dall'artista e orafo Gerardo Sacco.
Sabato 11 aprile 1992, in occasione dell'inaugurazione del parco di Eurodisney, la trasmissione non andò in onda, sostituita dall'evento "La Magica Notte di Eurodisney", condotto sempre da Fabrizio Frizzi e Milly Carlucci.
Sabato 23 maggio, nel pomeriggio, avvenne la Strage di Capaci. L'allora direttore del TG1 Bruno Vespa chiese che Scommettiamo che...? non andasse in onda e fosse sostituito da una lunga diretta del TG1; il conduttore Fabrizio Frizzi e il dirigente Mario Maffucci erano anch'essi contrari alla messa in onda del varietà, ma finirono per cedere alle pressioni dei vertici Rai. La scelta di trasmettere lo spettacolo e non cedere la linea al TG1 creò numerose polemiche successive. Comunque, a metà puntata la linea fu data ad una breve edizione straordinaria del TG1 perché il pubblico avesse aggiornamenti sulla situazione a Capaci.
Ospiti della prima puntata furono Michele Placido, Alba Parietti, Giancarlo Magalli e Bo Derek. Tra gli ospiti di quest'edizione ci furono Alberto Sordi, Alessandro Nannini, Pino Caruso, Alain Delon e Monica Bellucci. Nella puntata di sabato 25 aprile 1992 su cinque scommesse ne riuscì solo una e il montepremi finale fu talmente basso che alcuni milioni extra furono offerti dalla RAI.
Anche quest'anno la sigla della trasmissione è Chissà se ce la fa ma con una modifica nelle strofe specialmente in quella iniziale che descrive sotto forma di musica la prima scommessa. Nelle prime tre puntate gli ospiti vengono chiamati prima della sigla iniziale e la sigla viene cantata durante la descrizione della prima scommessa. Dalla quarta in poi gli ospiti vengono chiamati come nell'edizione precedente durante la sigla.
Dalla quinta puntata viene tagliata la seconda strofa della sigla iniziale.

### 3ª edizione - autunno 1992
Visto il grande successo di pubblico, la trasmissione viene promossa al sabato sera autunnale, in sostituzione dello show Fantastico. La trasmissione ancora una volta condotta da Fabrizio Frizzi e Milly Carlucci, viene per la prima volta abbinata alla Lotteria Italia, e portata a un totale di 14 sabati, dal 3 ottobre al 9 gennaio. Tra le aiutanti - vallette di questa edizione ci sono Veronica Logan e Karin Proia.
Nell'ultima puntata, le scommesse in gara, in genere finaliste delle precedenti puntate, vengono abbinate ai biglietti della lotteria. Per seguire le estrazioni delle cartoline e dei premi settimanali, legati come di consueto alla lotteria, viene realizzata una striscia quotidiana, in onda dal lunedì al venerdì, intorno alle 14,00 su Rai 1. La trasmissione, dal titolo Prove e provini a Scommettiamo che...?, è condotta da Fabrizio Frizzi.
Ospiti della prima puntata sono Pippo Baudo, Gloria Zanin neo Miss Italia 1992, i fratelli Carmine e Giuseppe Abbagnale, e Raquel Welch.
Da questa edizione viene presentata una scommessa fuori concorso abbinata allo sponsor di allora Acqua Vera, nella quale un concorrente che aveva inviato la cartolina veniva estratto per partecipare e poteva vincere fino a 25 milioni in gettoni d'oro.
La scommessa della doccia quest'anno viene posta sul fronte delle cartoline e le tre estratte dal notaio vengono lette in diretta e la più applaudita sarà quella della serata.
Sempre da quest'anno la puntata del 26 dicembre ospita tutti i concorrenti che hanno vinto nella gara delle scommesse col televoto, i 7 più votati partecipavano nella puntata del 9 gennaio ed erano abbinati ai biglietti della lotteria estratti. E in ogni semifinale come concorrenti partecipavano dei Vip e i conduttori stessi ed il montepremi accumulato andava in beneficenza.
Il programma batte regolarmente la concorrenza di Paperissima condotta da Ezio Greggio e Marisa Laurito su Canale 5.
Quest'anno la sigla della trasmissione è Ho vinto la lotteria. La parte iniziale (preregistrata) si svolge all'esterno del Teatro delle Vittorie sotto una parata di foglietti bianchi rappresentanti i biglietti della lotteria.
La scommessa della doccia della puntata del 28 novembre fece arrivare da Civitavecchia la banda dei bersaglieri.

### 4ª edizione - autunno 1993
La quarta edizione, della durata di 14 appuntamenti, prende il via il 2 ottobre e si conclude l'8 gennaio con la consueta estrazione dei biglietti della Lotteria Italia. Insieme a Fabrizio Frizzi e Milly Carlucci, ancora una volta il maestro Gianni Mazza.
In questa edizione, fa il suo debutto come valletta Adriana Volpe, impegnata anche nella conduzione al fianco dello stesso Fabrizio Frizzi di Prove e provini a Scommettiamo che...?.
La formula del programma, visto il successo, non subisce particolari modifiche, fatta eccezione della parte finale, nella quale il gioco della doccia viene sostituito da prove di abilità, sostenute dai due conduttori e dagli ospiti presenti in studio. La prima prova la sostenne Fabrizio Frizzi, il quale venne messo a testa in giù in una vasca piena di acqua e dovette recuperare la corona della Miss Italia Arianna David, l'orologio di Giancarlo Magalli e gli occhiali di Pippo Baudo e dello stesso Frizzi.
In una puntata ci fu un remake della scommessa della prima edizione del 1991 Frizzi, Carlucci e Mazza vennero messi dentro una barchetta di carta e navigarono all'interno di una piscina.
Tra una scommessa e l'altra quest'anno viene inserito il gioco dello scioglilingua dove gli ospiti del divano si sfidano se uno spettatore sorteggiato riesce a dire o no lo scioglilingua. Durante la prima puntata ci fu la prima sfida allo scioglilingua tra Pippo Baudo e Giancarlo Magalli e Baudo non riuscì a far dire a nessuno lo scioglilingua perché una concorrente non sentiva un'altra: si supponeva che dormisse mentre gli telefonavano dallo studio.
La trasmissione, con una media di circa 8 milioni di spettatori per puntata, batte regolarmente la messa in onda dei film proposti da Canale 5 perché in quella stagione preferisce non mandare in onda nessun varietà il sabato sera.
Nella prima puntata tra gli ospiti ci sono Ana Obregón (attrice che ha anche lavorato in Italia) e Ramón García, che nella primavera 1993 avevano iniziato a condutre Que Apostamos?, versione spagnola di Scommettiamo che...? trasmessa con successo su TVE 1.
Nella scommessa dello sponsor il concorrente poteva vincere oltre il denaro della scommessa la medaglia dell'Europa Unita se indovinato il brano finale cantato all'inizio dal Maestro Mazza e dal corpo di ballo.
Quest'anno la sigla della trasmissione è Siamo rimasti in braghe di tela; tramite chroma key Frizzi e la Carlucci volano con il costume da Superman.

### 5ª edizione - autunno 1994
Il programma, nuovamente abbinato alla Lotteria Italia, va in onda dal Teatro delle Vittorie per 14 sabati, dal 1º ottobre al 7 gennaio. La trasmissione è condotta ancora una volta da Fabrizio Frizzi e Milly Carlucci, con la partecipazione del maestro Gianni Mazza. Ad aiutare i due conduttori, troviamo la riconfermata Adriana Volpe e la new entry Stefania Orlando.
Nella parte finale della serata, ritorna la penitenza della doccia. Ospite della prima puntata, come tradizione Pippo Baudo, che per scommessa, la settimana successiva, andrà a pulire la statua del cavallo, presente nel giardino di Viale Mazzini. Tra le scommesse più curiose di questa edizione, una bicicletta a dieci posti, in grado di sfidare in velocità un'automobile, una signora di 68 anni, pronta a mettere a tappeto 50 persone con il karate, una prova d'abilità con il gioco del biliardo e di due 
bambini prodigio: uno alle prese con la matematica, l'altro sapeva tutto sui film di Totò e si chiama Giovanni Battista Riga e quell'anno vinse proprio lui, sia la terza puntata che l'intera edizione 1994/1995.
La Lotteria, presente anche nella striscia quotidiana Prove e provini a Scommettiamo che...?, visto il buon incremento di vendita dei biglietti, aumenta nel corso delle settimane di messa in onda, il primo premio da 5 a 6 miliardi di lire.
In questa edizione partecipano tra gli ospiti del divano David Copperfield e Claudia Schiffer, Leslie Nielsen, Paul Belmondo, Patty Pravo e Adriano Celentano.
Nella seconda puntata, durante la scommessa di un signore che riusciva ad indovinare un numero su 500 cifre, Stefano Tacconi stava discutendo con Marisa Laurito della scommessa e fu preso per un suggerimento perché in studio non si sentì mentre lo sentirono i telespettatori.
Durante l'ultima puntata Michele Guardì fu tirato fuori dalla cabina di regia e condotto di peso all'interno della doccia.
Il programma, seguito da una media di oltre 8 milioni di spettatori, batte regolarmente la concorrenza dello show La sai l'ultima? condotto da Pippo Franco e Pamela Prati su Canale 5.
Quest'anno la sigla della trasmissione è Tutta una scommessa, in cui vengono citate alcune scommesse delle edizioni precedenti.

### 6ª edizione - autunno 1995
La trasmissione in onda dal 6 ottobre al 5 gennaio per 14 sabati sera, è abbinata per la quarta ed ultima volta alla Lotteria Italia, che quest'anno segna un notevole incremento nelle vendite dei biglietti, arrivando ad un totale di 32 milioni di tagliandi. Fabrizio Frizzi e Milly Carlucci sono affiancati dal maestro Gianni Mazza e dalle vallette Adriana Volpe e Valeria Pavetto.
Modifiche nella scenografia: il salotto degli ospiti viene spostato dove c'era l'orchestra e viceversa.
Tra gli ospiti della prima puntata ci fu anche Naomi Campbell.
Una delle scommesse era abbinata allo sponsor della trasmissione: il concorrente, se indovinava, poteva vincere un'automobile.
La serata di sabato 4 novembre è interrotta da un'edizione straordinaria del TG1 e TG5 che annuncia l'attentato mortale al primo ministro israeliano Yitzhak Rabin. Dopo un minuto di silenzio, seguito da una nuova edizione straordinaria dei tg delle ammiraglie, Frizzi e Corrado annunciano che, per decisione dei vertici Rai e Fininvest, si ritiene opportuno non proseguire gli show per quella serata.
La formula invariata della trasmissione intanto inizia a mostrare segni di stanchezza, al punto che, per la prima volta e per tre settimane consecutive, il varietà La corrida, condotto da Corrado su Canale 5, riesce a battere in ascolti uno show Rai abbinato alla Lotteria Italia. Per tale ragione, si decide di mettere a riposo il format per qualche stagione.
Durante l'ultima puntata un commosso Michele Guardì uscì dalla cabina di regia e andò spontaneamente dentro la doccia. Durante i saluti finali partì un lungo applauso per Corrado, che aveva battuto il programma in ascolti per molte puntate.
Nella puntata del 6 gennaio Massimo Giletti cura i collegamenti con i monopoli di Stato per le estrazioni dei biglietti vincenti.
In tale edizione la sigla della trasmissione è Un sogno in più.

### 7ª edizione - autunno/inverno 1999/2000
La nuova edizione in onda per 14 giovedì sera dall'11 novembre al 17 febbraio è stata condotta da Fabrizio Frizzi con la partecipazione di Afef. L'orchestra è diretta dal maestro Danilo Vaona. In studio sono inoltre presenti in qualità di vallette Cristina Cellai, Caterina Balivo, Tamara Bellocchi e Marcella Myftari.

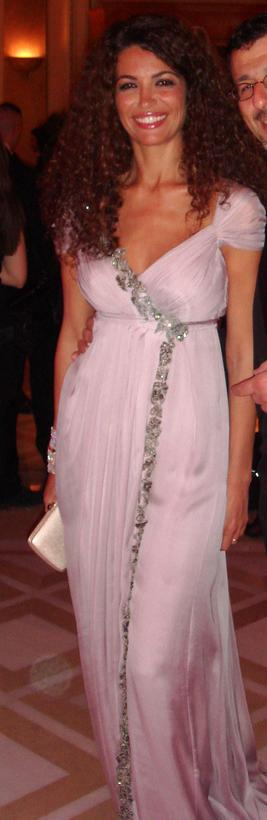
Afef Jnifen successe a Milly Carlucci come conduttrice femminile del programma, dal 1999 al 2000

Il programma è firmato da Michele Guardì con Alberto Testa, Claudio Fasulo, Tonino Quinti e Stefano Torrisi.
In questa edizione, a differenza del passato, i quattro ospiti famosi non si limitano a puntare sulla riuscita o meno delle imprese, ma affrontano a loro volta alcune prove di varia natura e difficoltà. Per ogni prova superata aumenta il montepremi da assegnare allo scommettitore che, alla fine della serata ottiene i maggiori consensi del pubblico a casa attraverso il televoto.
Per ogni prova non superata invece l'ospite famoso riceve una simbolica doccetta. Il personaggio che alla fine della serata ha accumulato il maggior numero di doccette è candidato alla doccia finale.
Fuori concorso, in ogni puntata, viene inoltre offerta la prova d'appello ai protagonisti di scommesse ritenute curiose e interessanti, presentate nelle passate edizioni del programma e non riuscite per un soffio.
La prima puntata in onda l'11 novembre rischiò di saltare per una puntata speciale di Porta a Porta sul crollo di una palazzina a Foggia dove ci furono molte vittime.
Quest'anno la sigla della trasmissione è Bella la vita. Nel 1993 lo spagnolo direttore d'orchestra Eduardo Leyva (Dal 99 Danilo Vaona) aveva già scritto questa sigla appositamente per ¿Qué apostamos?, la versione spagnola del programma, condotta da Ramon García (nel 2008 Bertín Osborne) per la quale il motivo fu adottato in tutte le edizioni, tranne una variazione nel 2008.

### 8ª edizione - primavera 2001
La trasmissione in onda per 12 sabati sera dal 10 marzo al 2 giugno, lascia il Teatro delle Vittorie e approda nello Studio Nomentano 5. la conduzione è ancora una volta affidata a Fabrizio Frizzi affiancato stavolta dalla modella argentina Valeria Mazza. In studio sono inoltre presenti l'orchestra diretta dal maestro Danilo Vaona e quattro nuove vallette, tra cui si distinguono Paola Cambiaghi e Francesca D'Auria, entrambe in seguito arruolate in altri programmi di Michele Guardì.
Il meccanismo del gioco presenta alcuni cambiamenti. Oltre alle 4 scommesse dei concorrenti, votate come di consueto dal pubblico da casa, sono infatti, presenti anche 4 coppie composte da personaggi del mondo dello spettacolo e da scommettitori. Questi devono scommettere come sempre sulle imprese dei concorrenti in studio, ma anche cimentarsi in varie prove di cultura e abilità. Ogni scommessa è ambientata in una scena ispirata da un quadro famoso.
In ogni puntata vi è inoltre una scommessa fuori gara. Viene infatti riproposta una delle imprese più interessanti delle edizioni passate e un nuovo concorrente deve provare a superarne il record.
La sigla musicale è la stessa della precedente edizione.

### 9ª edizione - autunno 2003
Ricca di novità è l'edizione dell'autunno 2003, in onda per 11 serate, inizialmente al martedì, in seguito al mercoledì. Il programma è condotto da Lorella Cuccarini e Marco Columbro in diretta dagli ex capannoni della Voxson in via di Tor Cervara a Roma. Il gigantesco studio era però denominato dai conduttori Palazzo delle Scommesse dato che esso è di proprietà dell'emittente Europa 7.
Inizialmente non è presente nessuna orchestra; successivamente essa sarà introdotta sotto la direzione del maestro Piero Pintucci. La Cuccarini si esibirà in un balletto in ciascuna puntata.
La formula e la scenografia sono molto diverse da quella delle edizioni precedenti.
Lo studio assomiglia a un grande e arioso tendone da circo, inizialmente non c'è il divano con gli ospiti famosi (successivamente reintrodotto), ma un campione di venti scommettitori non famosi rappresentativi delle regioni italiane.
Diversamente dal passato, i due conduttori si alternano nella conduzione delle scommesse, dunque per la prima - e ultima - volta nella storia del programma una donna commenta alcune delle imprese.
La Cuccarini e Columbro sono contrapposti in una sfida a suon di scommesse - riprendendo le edizioni di Buona Domenica da loro condotte - e la doccia finale è sostituita dalle due «giare»: in una di esse c'è dell'acqua, nell'altra delle piume; i due conduttori si posizionano ciascuno sotto la propria giara, ignari del contenuto che sarà loro rovesciato addosso al via della «Commissione».
La scommessa in esterna è sostituita da una gara tra due località: una stessa impresa è affrontata in due collegamenti diversi da ciascuna delle due squadre, abbinate ai due conduttori ai fini della sfida. Gli inviati dalle piazze sono Gian Piero Galeazzi (sostituito in seguito da Gianfranco Mazzoni) e Bruno Pizzul.
Le grandi aspettative in termini di ascolto, date soprattutto dalla storica coppia di conduttori e dai grandi rinnovamenti, furono deluse a tal punto di apportare continue modifiche alla scaletta e al regolamento, cambiare il giorno settimanale della messa in onda e chiudere il programma all'undicesima puntata, ossia con una settimana d'anticipo.
In questa edizione non è presente una sigla. Le puntate si aprono con un sottofondo musicale dal sapore circense; è appena percettibile un coro che canta sempre la stessa sillaba.

### 10ª edizione - primavera 2008
La nuova edizione, in onda per 4 mercoledì dal 7 al 28 maggio, va in onda su Rai 2 ed è condotta da Alessandro Cecchi Paone e Matilde Brandi in diretta dal teatro 18 di Cinecittà. La trasmissione è firmata da Michele Guardì, Giovanna Flora e Tonino Quinti, ed ha una nuova scenografia realizzata da Mimma Aliffi. In questa edizione il logo del programma, titolo a parte, è identico a quello della versione tedesca Wetten, dass...?.
Questa breve edizione appare piuttosto come un revival dello storico programma, tanto che le novità della precedente edizione sono tutte cancellate e si ritorna alla scaletta, al regolamento e alla struttura scenografica delle edizioni condotte da Frizzi.
Cecchi Paone conduce tutte le scommesse e interagisce molto con il divano degli ospiti, rendendo più marginale il ruolo della co-conduttrice.
In ogni puntata si svolgono sette scommesse e si ripropone una scommessa delle precedenti edizioni. Nell'ultima puntata si rimandò in onda una scommessa in esterna delle prime edizioni commentata da un giovanissimo Cecchi Paone in veste di inviato. Gli ospiti vip seduti sul divano si esprimono ciascuno su una sola scommessa; in caso di previsione errata l'ospite è sottoposto a una divertente penitenza.
In questa edizione la direzione musicale è di Danilo Vaona e Federico Vaona.

## Spin-off

### Prove e provini a Scommettiamo che...?
Programma quotidiano di Michele Guardì legato a Scommettiamo che...? ed andato in onda dal 1992 al 1996 in diretta dal Teatro delle Vittorie nel periodo della Lotteria Italia. Nel programma, in onda il pomeriggio alle 14.00 per circa 40 minuti dal lunedì al venerdì, il conduttore Fabrizio Frizzi, affiancato dalla seconda edizione da Adriana Volpe e Gerhard Kohlgruber, intervistava i concorrenti che avevano proposto la scommessa il sabato precedente, mostrando anche le loro imprese durante le prove. Fuori gara venivano presentate anche delle nuove scommesse, oltre che dei giochi abbinati alla Lotteria Italia.

### Scommettiamo che...? - Ragazzi
In occasione della maratona televisiva Telethon, nel 1994 e 1995 al pomeriggio su Rai1 venne realizzata una speciale edizione con protagonisti bambini e ragazzi alle prese con divertenti scommesse.

## Ascolti TV

### Edizione 1992-93
| Puntata         | Telespettatori | Share  |
| --------------- | -------------- | ------ |
| 3 ottobre 1992  | 10.500.000     |        |
| 7 novembre 1992 | 10.507.000     |        |
| 6 gennaio 1993  | 14.149.000     | 52,18% |

### Edizione 1994-95
| Puntata          | Telespettatori | Share  |
| ---------------- | -------------- | ------ |
| 1 ottobre 1994   | 8.372.000      |        |
| 8 ottobre 1994   | 7.257.000      |        |
| 15 ottobre 1994  | 8.564.000      |        |
| 22 ottobre 1994  | 9.199.000      |        |
| 29 ottobre 1994  | 9.462.000      |        |
| 5 novembre 1994  | 8.839.000      |        |
| 12 novembre 1994 | 9.011.000      |        |
| 19 novembre 1994 | 9.164.000      |        |
| 26 novembre 1994 | 9.537.000      |        |
| 3 dicembre 1994  | 9.026.000      |        |
| 10 dicembre 1994 | 9.123.000      |        |
| 17 dicembre 1994 | 8.408.000      |        |
| 6 gennaio 1995   | 13.195.000     | 54,78% |

### Edizione 1995-96
| Puntata          | Telespettatori | Share  |
| ---------------- | -------------- | ------ |
| 6 ottobre 1995   | 8.045.000      |        |
| 3 novembre 1995  | 8.290.000      |        |
| 10 novembre 1995 | 7.771.000      | 31,56% |
| 17 novembre 1995 | 7.966.000      |        |
| 24 novembre 1995 | 6.632.000      |        |
| 1º dicembre 1995 | 6.601.000      |        |
| 8 dicembre 1995  | 6.943.000      |        |
| 15 dicembre 1995 | 7.289.000      |        |
| 6 gennaio 1996   | 12.002.000     |        |

### Edizione 2000
| Puntata          | Telespettatori | Share  |
| ---------------- | -------------- | ------ |
| 20 gennaio 2000  | 6.328.000      | 24,49% |
| 27 gennaio 2000  | 7.662.000      | 30,19% |
| 3 febbraio 2000  | 6.825.000      | 26,07% |
| 10 febbraio 2000 | 7.396.000      | 28,62% |

## Media ascolti TV
| Edizione  | Telespettatori | Share | Canale |
| --------- | -------------- | ----- | ------ |
| 1994-1995 | 8.724.000      | 39,9% | Rai 1  |